# Ne’ot ha-Kikkar
Ne’ot ha-Kikkar (hebr.: נאות הכיכר) – moszaw położony w samorządzie regionu Tamar, w Dystrykcie Południowym, w Izraelu.
Leży w północnej części pustyni Negew w obszarze Arawa na południe od Morza Martwego.

## Historia
Moszaw został założony w 1970.

## Gospodarka
Gospodarka moszawu opiera się na rolnictwie.